# KochiKame
Kochira Katsushika-ku Kameari Kōen Mae Hashutsujo (こちら葛飾区亀有公園前派出所?  Comisaría del parque de Kameari, distrito de Katsushika), comúnmente conocido como KochiKame (こち亀?), es una serie de manga de Osamu Akimoto que trata de las historias que surgen en el día a día en la Comisaría del Parque de Kameari. Apareció por primera vez en la revista japonesa Shōnen Jump en octubre de 1976 y se publicó por última vez el 21 de septiembre de 2016, con 1960 capítulos recopilados en 201 volúmenes tankōbon, lo que lo convierten en uno de los mangas más largos y longevos de la historia con 156 millones de copias vendidas a nivel mundial. Se hizo una adaptación televisiva de este manga al anime producido por Studio Gallop. REMOW obtuvo la licencia de la serie en América del Norte y la transmitió a través en el canal de YouTube It's Anime.

## Argumento
La historia como su propio nombre indica se centra en las aventuras y desventuras de una comisaría de policía donde conoceremos a una serie de personajes y entre ellos al protagonista. Kankichi Ryotsu es un hombre de 36 años del que podríamos pensar como en alguien corriente, pero las cosas no son lo que parecen. Si bien es cierto que Ryo ha conseguido un puesto como policía en la comisaría de Kameari, su capacidad de dedicación al trabajo es inversamente proporcional a su capacidad para maniobrar estrategias para enriquecerse lo más rápido posible o trabajar lo menos posible, estrategias que dicho sea de paso nunca funcionan y siempre acaban causando miles de situaciones cómicas o a veces entrañables. Así es, Ryotsu no puede permanecer inmóvil ante la posibilidad de conseguir dinero y excusa ese vicio diciendo que el sueldo del policía base es una miseria.
Por ello, argumento típico de esta serie comienza con Ryo trazando un plan para ganar dinero rápido por algún invento o negocio, llamando a Nakagawa para que le traiga lo que necesite y, finalmente, perdiéndolo todo y teniendo que pagar además los desperfectos causados por sus planes.
Mientras que el argumento va hilado por un gag tras otro, la mayor parte del humor se basa en la combinación de personajes mundanos con otros extrañamente fuera de lugar, como Nakagawa con su riqueza o María, que es transexual.

## Personajes

### Principales
- Kankichi Ryotsu (両津　勘吉): Es un policía de 36 años con la mentalidad de un niño de 12. No le gusta demasiado trabajar y es bastante avaricioso, pero con muy buen corazón y que se hace querer por todos sus compañeros, a pesar de tener que soportar sus extrañas y alocadas ideas. El sueño dorado de Ryotsu es convertirse en multimillonario de forma fácil y rápida, tiene un raro talento para ello y siempre idea una serie de planes descabellados, a cual más extraño, pero cuando sus planes al principio parecen tener éxito, su avaricia hace que las cosas se descontrolen y acabe igual que antes o más arruinado. Aparte de que no sabe racionarse el dinero del sueldo, a mitad de mes intenta buscar comida en los contenedores o gorroneársela o perdírsela a los demás, aparte Ohara, su jefe, prohíbe a los demás compañeros que le ayuden para que así madure un poco. Además es un vago, que siempre está enterado de lo último en maquetas y videojuegos, se relaciona bastante bien con los niños del distrito, quienes le tienen mucho aprecio. También posee una fuerza y resistencia extraordinarias de las que deberá depender en muchas ocasiones. Es un solterón que parece no estar interesado en las mujeres, y las pocas veces que liga no tiene mucho éxito. Para empeorar las cosas, tiene una batalla declarada contra las mujeres policía del departamento de tráfico, que han confabulado contra él para que salga mal en todas las encuestas de la comisaría (ya algo fácil por el comportamiento de Kankichi) y encima le suelen llamar "gorila" o "cavernícola", siendo el soltero menos deseado en las encuestas de matrimonio de la policía. Algunas veces hacen las paces, pero Kankichi siempre mete la pata por lo que siempre están en pie de guerra. Curiosamente Kankichi sueña algún día que será jefe de la comisaría del distrito de Kameari.

- Jefe Daijiro Ohara (大原　大次郎): Es un hombre que está totalmente sobrepasado por la influencia de Ryotsu pero que busca ante todo que la comisaría funcione lo mejor posible, y suele ser víctima de las ideas de Kankichi al que dedica toda clase de broncas. Siendo el jefe de Ryotsu, se extralimita con él, por la gravedad de sus acciones y su actitud. Siempre está encima de Ryostsu intentando que no cometa travesuras y gamberradas, intenta inculcarle algo de disciplina y también darle ejemplo, siempre le impone castigos por sus acciones, que en nada se parecen a una sanción "normal" a un agente de policía, sino a un castigo a un niño, solo que algo más endurecido para un adulto de cuerpo como Kankichi. Se podría decir que es una figura paternal dentro del trabajo para Ryotsu, siempre habiendo una relación especial entre ellos, que les lleva a discutir quién tiene la razón o quién de los dos es el mejor en cualquier tipo competición, simplemente quién de los dos se sale con la suya. Este comportamiento solo se aplica hacia Ryotsu, con los demás compañeros de trabajo es completamente distinto. A pesar de su mal humor que tiene por culpa de Kankichi (que suele ser algo constante), es una persona bondadosa y muy fiel a su trabajo y honrada, desearía que Kankichi fuera así, para la tranquilidad de él, sus compañeros de trabajo y el cuerpo de policía de Kameari.

- Kei-ichi Nakagawa (中川　圭一): Es un joven policía de uniforme amarillo, hijo de un poderoso empresario japonés que decidió ejercer de policía aunque en las distintas sucursales de las distintas empresas que controla su familia es conocido como “señor”. Una curiosidad es que en cada historia, Nakagawa conduce diversos modelos de Ferrari o coches similares con los que dota en ocasiones de una gran efectividad a la comisaría. A pesar de ser rico, con éxito entre el sector femenino y eficiente en el trabajo, es totalmente atento y tan modesto que trata a Ryotsu de "señor" o porque también Ryotsu tiene el rango de sargento y es su superior. En algunos momentos de la serie, pondrá en uso los recursos de su empresa familiar, siéndole muy útil a Ryotsu en sus planes, aunque eso no cambie el final de las cosas. Al contrario que Ryotsu, Nakagawa, es el soltero más deseado dentro de la comisaría y es el primero en todas las encuestas positivas de la comisaría, sobre todo como el pretendiente ideal para un matrimonio.

- Reiko Akimoto (秋本　麗子): Es una atractiva joven de cabellos rubios siempre vestida con un uniforme chillón rosa. Es medio francesa y fue educada en EE. UU. por lo que domina numerosos idiomas. De carácter dulce, Reiko es un agente peligrosa y bien entrenada. En ocasiones, pierde los nervios con Ryo. En numerosas ocasiones pone mucho interés por su colega Nakagawa. Al igual que él, también es una heredera multimillonaria, aunque no hace ninguna ostentación de su riqueza.

- Yoichi Terai (寺井　洋一): Un hombre tranquilo y bondadoso que siempre se toma en serio el trabajo en la comisaría. Siempre está bien informado de lo que ocurre por el barrio de Kameari, aunque nunca ha arrestado ningún criminal.

### Otros policías
- Hayato Honda (本田　速人): Es un policía urbano con una personalidad muy tímida y cobardica como ha sido costumbre en su familia, pero que cambia en el momento en que se sube a su moto convirtiéndolo en un policía agresivo y temerario. El mismo efecto sufre el resto de su familia con objetos diversos. Es un otaku del manga shojo y de las ídolos japoneses. Es uno de los mejores amigos de Ryotsu.

- Ai Asato (María) (麻里　愛): Se hace llamar María. Es una joven policía muy parecida a Reiko. Está enamorada de Ryotsu y se pone celosa cada vez que una mujer se le acerca a su amor. Su uniforme es de un tono morado. Ella, aunque tímida, posee una gran fuerza. Su cuerpo de mujer fue copiado del de su hermana, de la que ahora es gemela. Antes de reasignarse de género, era un campeón de kick-boxing, sin embargo se enamoró de su entrenador que era igual que Ryotsu, lo que le hizo reflexionar sobre su verdadera identidad sexual. Algunas veces colabora en los planes de Ryotsu.

- Komachi Kouno (小野　小町): Miembro del cuerpo femenino del departamento de tráfico, con cabello negro corto. Desde el principio, estaba enamorada de Nakagawa, y quería presentárselo a sus padres para que ellos dejaran de buscarle pretendientes, pero accidentalmente, creen que el que le gusta es Ryotsu, y a ella y a Ryotsu se les ve peleándose día sí y día también.

- Naoko Seisho (奈緒子): Miembro del cuerpo femenino del departamento de tráfico, con cabello castaño y cola de caballo. Patrulla junto a Komachi en un coche patrulla. Juntas idearon un periódico llamado 'Luz verde' e incluyeron encuestas a los mejores miembros del cuerpo de policía en la que destacaba Nakagawa, y otra para los peores en la que siempre destacaba con una clamorosa diferencia Ryotsu.

- Tatsunosuke "Tatsu" Sakonji (左近寺　竜之介): Policía que se encarga de enseñar a los demás el estilo de las artes marciales. Es un tipo duro de gran cuerpo y cabezota, que le encantan los juegos de lucha, pero cuando Ryotsu le enseña el juego "Recuerdos Rosas" (un juego que su desarrollo consiste en ligarse a la chica del juego, Saori), Sakonji se pasa día y noche jugando a ese juego, pero nunca consigue enamorar a Saori. En muchas ocasiones Ryotsu le promete darle muñecas de Saori si él hace bien los planes de Ryostu pero siempre suele pasar algo y nunca las consigue.

- Volvo (ボルボ): Volvo es un boina verde del ejército que se unió a la policía volvo es un hombre casi perfecto su punto débil son las mujeres cada vez que una le roza, toca o se le acerca lo suficiente no le para de salir sangre por la nariz. Ha trabajado al servicio del ejército y como instructor; Esta locamente enamorado de su prometida Jodie pero no puede casarse con ella ya que primero debe vencerla pero al ser una mujer no puede hacerlo.

- Higurashi Neruo (日暮　熟睡男): Es un policía de lo más vago y raro, que solo se levanta para ir al trabajo una vez cada 4 años, empezó trabajando 1 vez al día, luego 1 vez a la semana y poco a poco hasta que se pasaba durmiendo 4 años como los Juegos Olímpicos, por lo que en la comisaría le llaman "El Olimpiada". Sin embargo cuando está totalmente despierto (solo se despereza al ver una chica guapa) demuestra ser un excelente policía, resuelve casos en apenas unos segundos, y además tiene dotes de vidente, es capaz de tomar fotos del futuro de las próximas 24 horas, y así impedir accidentes y robos antes de que sucedan. Después, se afeita, se rapa el pelo y come mucho para luego hibernar otros 4 años. Pero hay que tener cuidado con el día en que se le despierta, porque si se le despierta antes de tiempo, las consecuencias serán fatales para el planeta pues se enfada si le despiertan antes y con sus poderes arrasa con todo. Sin embargo si una chica bonita le dice que pare termina adormilándose otra vez. Tiene un hermano que al contrario que él es capaz de trabajar durante 4 años seguidos y solo duerme 1 día.

### Otros personajes
- Reiji Shiratori (白鳥　麗次): Multimillonario heredero de la empresa de fundición Shiratori, con una actitud exageradamente egocéntrica que siempre presume de que es millonario y llama 'pobretones' a los agentes de la comisaría. Su principal objetivo en el amor es conquistar a Reiko, pero ella siempre hace lo posible por evitarlo, y Ryotsu acaba entrometiéndose en los planes de Shiratori. En dos ocasiones, es desheredado por su padre porque se dirige a Reiko y Nakagawa como si fueran normales.

- Profesor Korosuke Esaki (教授江崎): Anciano que ha trabajado como científico, ingeniero, diseñador y otros muchas cosas destaca por ser un cabezota y estar chiflado. Siempre que aparece en la serie lo hace con un nuevo trabajo un nuevo invento y una nueva cultura extranjera a la que se aficiona es llamado por Ryostu (Profesor chiflado). Su nombre, Korosuke, viene a significar en japonés "samurai esférico", y además se llama igual que el robot chiflado de Kiteretsu. Utiliza a Ryostu como conejillo de indias en todos sus experimentos para mejorar el mundo

- Jodie: Hermosa joven rubia que desde joven ha sido entrenada para la guerra. esta locamente enamorada de volvo pero para que se pueda casar con el este antes debe vencerla cosa imposible para el, Jodie es Americana aunque se ha criado la mayor parte de su vida en un portaaviones.

- Ban Asato (安里禁止): Es el jefe del dojo de kung fu Hondara que él mismo creó. Es el padre de María, la cual cuando era hombre era entrenada por él desde que era niño, y siempre le pide que se haga cargo del dojo cuando Ban se retire, pero María se niega. A pesar de estar casado con Kyoko (ver abajo), aún conserva su actitud juvenil de perseguir chicas jóvenes. Desde que se quitó el bigote le empezaron a ocurrir desgracias como que su hijo se hiciera mujer y muchas por el estilo, pero cuando tiene el bigote le ocurren cosas buenas como montar el dojo o casarse con Kyoko Asato la madre de María y Rin. El y Ryotsu están pelándose siempre por Kyoko Asato la mayor parte de veces.

- Kyoko Asato (京子安里): es la madre de María y Rin es una mujer dulce, guapa y cariñosa, pero se pone super enfadada cuando hay suciedad o desorden. Es una mujer de armas tomar como Reiko, Jodie, etc. Además le encanta correr con el coche y cocina de maravilla. Tiene un cuerpo perfecto y es muy joven porque tuvo a María muy pronto. Ella y el padre de María se conocieron cuando él apaleó a unos aprovechados que molestaban a Kyoko.

- Rin Asato (安里りん): Es la hermana de María, siendo igual a ella físicamente porque María la copió en apariencia. Es una estrella de cine y es muy fuerte debido a su conocimiento en kung fu.

También aparecen a veces las dos policías protagonista del manga You are under arrest! o conocido en España, Estás arrestado.